# Natalie Mastracci
Natalie Mastracci (* 5. Juni 1989 in Welland, Ontario) ist eine kanadische Ruderin.
Die 1,78 Meter große Mastracci studiert an der Syracuse University. Sie begann 2007 mit dem Rudersport. 2008 und 2009 belegte sie mit dem kanadischen Achter den vierten Platz bei den U23-Weltmeisterschaften, 2010 gewann sie die Bronzemedaille. 2011 rückte sie in den kanadischen Achter in der Erwachsenenklasse auf und gewann bei den Ruder-Weltmeisterschaften 2011 in Bled die Silbermedaille hinter dem Boot aus den USA. 2012 versuchte sie, sich zusammen mit Larissa Lagzdins im Zweier ohne Steuerfrau für die Olympischen Spiele in London zu qualifizieren, was aber nicht gelang. Mit dem kanadischen Achter gewann sie 2012 die Weltcup-Regatta in München, bei der der US-Achter nicht antrat. Die olympische Regatta 2012 wurde auf dem Dorney Lake bei Eton ausgetragen, dort siegten die US-Ruderinnen, der kanadische Achter erhielt Silber in der Besetzung Janine Hanson, Rachelle Viinberg, Krista Guloien, Lauren Wilkinson, Natalie Mastracci, Ashley Brzozowicz, Darcy Marquardt, Andréanne Morin und Lesley Thompson. Ein Jahr später, bei den Ruder-Weltmeisterschaften 2013 in Chungju wurde sie im Vierer ohne Steuerfrau Zweite hinter den Vereinigten Staaten. Der kanadische Achter belegte den dritten Platz hinter den Vereinigten Staaten und Rumänien. Auch bei den Weltmeisterschaften 2014 trat Mastracci in zwei Bootsklassen an. Nach einem achten Platz im ungesteuerten Zweier gewann sie die Silbermedaille im Achter hinter dem US-Boot. Bei den Weltmeisterschaften 2015 siegte der US-Achter vor den Neuseeländerinnen, Mastracci gewann mit dem kanadischen Achter die Bronzemedaille. Bei den Olympischen Spielen 2016 belegte der kanadische Achter den fünften Platz.